# Rubber Duck

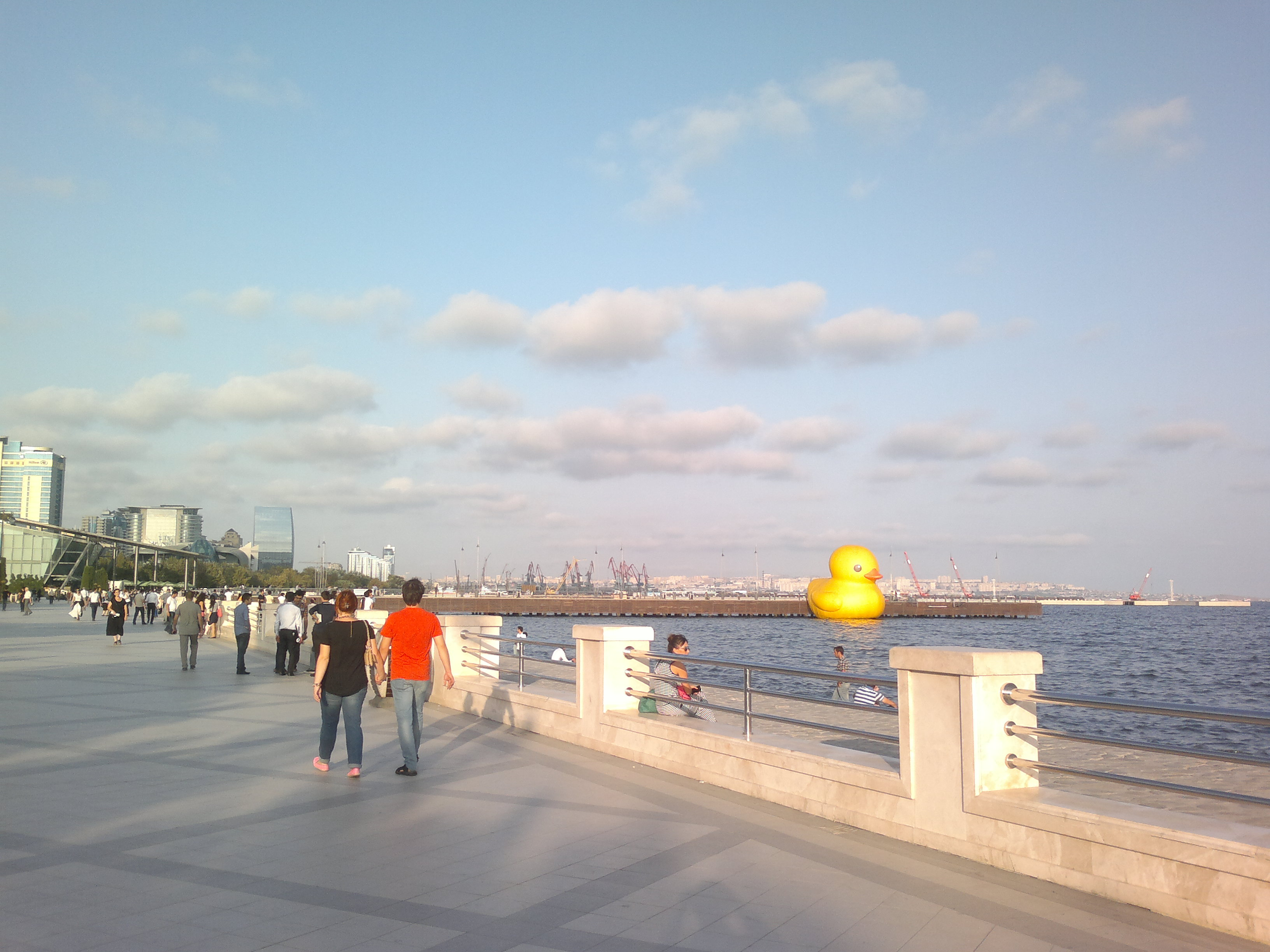
Baku, 2013

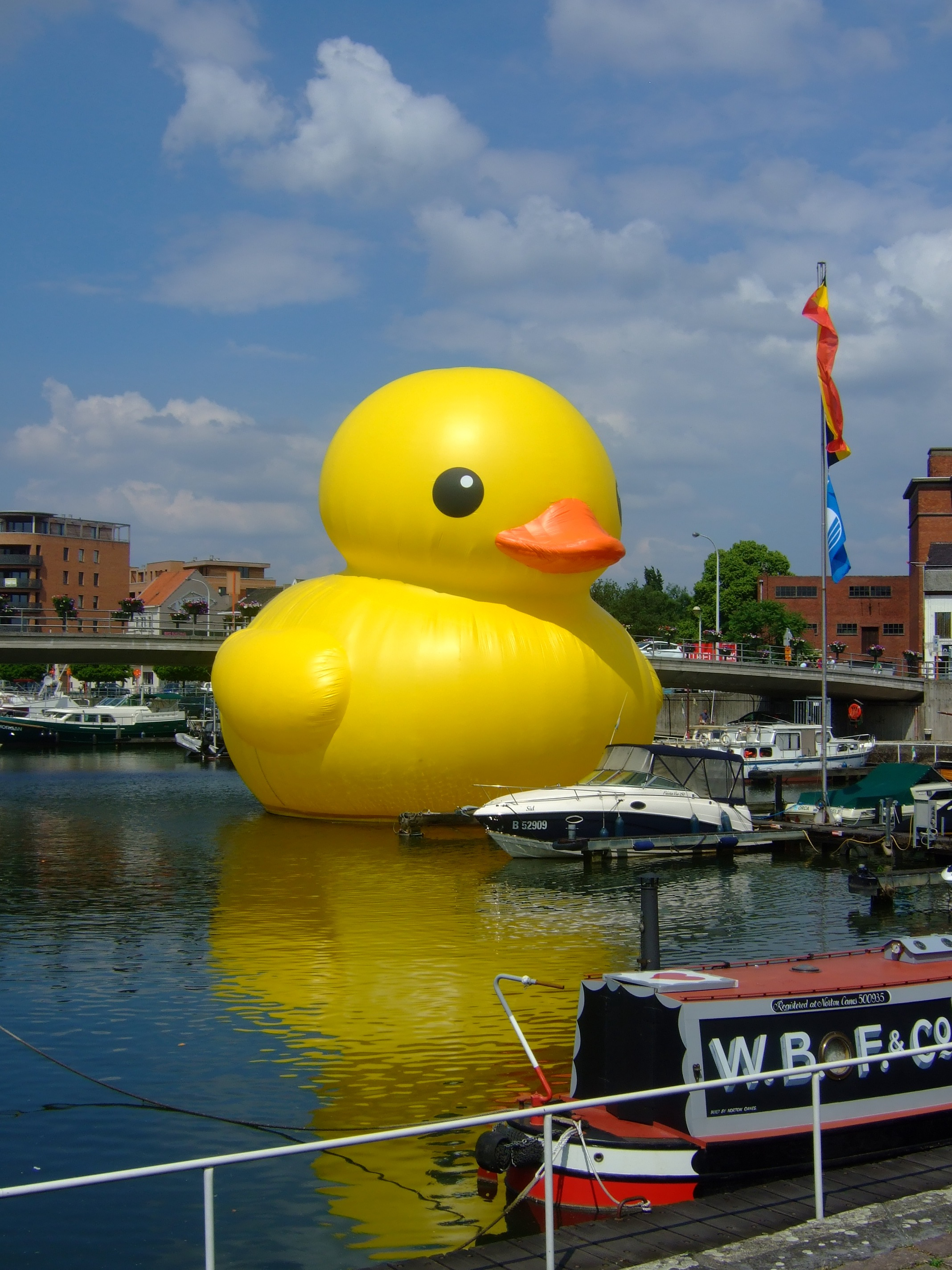
In Belgien

Rubber Duck (englisch für Gummiente) war der Name einer öffentlichen Kunstaktion des Niederländers Florentijn Hofman in den Jahren 2007 bis 2014. Sie bestand aus gigantischen und schwimmfähigen Kunstobjekten, die eng gelben Gummienten (gemeinhin Quietscheentchen genannt) nachempfunden sind und in vielen Städten der Welt einzeln zur Schau gestellt wurden. Die größte Skulptur hatte eine Größe von 26 m × 20 m × 32 m und wurde bei einer seiner ersten Ausstellungen im Jahr 2007 in der französischen Hafenstadt Saint-Nazaire vorgestellt.

## Idee und Technik
Der Künstler wollte mit seiner Aktion, welche er beschrieb mit „Spreading joy around the world“ („Weltweit Freude verbreiten“), ermöglichen, dass jeder, der seine Enten im Bezug zu den umgebenden Objekten sieht, sich an seine Kindheit erinnert fühlt. „Ich sehe es als ein Erwachsenending an. Es lässt dich wieder jung fühlen. Es stellt eine Verbindung zu deiner Kindheit her, als es keinen Stress oder wirtschaftlichen Druck gab, keine Sorgen die Miete zu zahlen.“.
Die Riesenenten wurden, je nach Größe, aus bis zu 200 gummibeschichteten PVC-Einzelstücken zusammengeklebt. Die Installation wurde im aufgeblasenen Zustand alleine durch den Innendruck in Form gehalten, d. h. es sind keine weiteren stützenden Elemente verbaut.
Allein eine stabile Grundplatte wurde verwendet, die unter anderem das Umkippen verhindern sollte. Zudem konnten an ihr Schleppseile und Grundgewichte befestigt werden. So waren es beispielsweise in Hongkong (Frühjahr 2013, 16,5 Meter Objekthöhe), bei einem Grundplattendurchmesser von 13,75 m und einem Eigengewicht von rund 500 kg, drei Zementblöcke mit einem Gewicht von drei Tonnen, welche die riesige Gummiente an der gewünschten Stelle im Hafen fixierten.
Es gab meist eine Einstiegsöffnung, um Wartungspersonal den Zutritt zu Inspektions- oder Reparaturzwecken zu ermöglichen. Ein bei den besonders großen Objekten fest eingebautes Gebläse sorgte dafür, dass es zu jeder Zeit aufgeblasen werden konnte bzw. den Innendruck automatisch hielt.
Die Finanzierung erfolgte durch Sponsoring, Kunstprojektfinanzierung durch die jeweilige Stadt, Bild- oder Souvenirverkauf oder durch den Verkauf des nach der Ausstellung zu Handtaschen verarbeiteten Objektmaterials.

## Ausstellungen
Im Jahr 2007 wurden die ersten Enten öffentlich ausgestellt. So u. a. in Amsterdam, Baku, Lommel, Osaka, Sydney Harbour, São Paulo und Hongkong.
Die erste Ausstellung in den USA war vom 27. September bis zum 20. Oktober 2013 in Pittsburgh. Mehr als eine Million Menschen besuchten die Ente im Pittsburgher Hafen.
Vom 17. Mai bis zum 26. Mai 2014 begleitete es die Wiedereröffnung des Chrysler Museum of Art in Norfolk, Virginia.
Mitte Oktober 2014 schmückte eine Ente Hofmans, schwimmend im Seokchon Lake, die Eröffnung von neuen Teilbereichen des Lotte-World-Freizeitparks in Seoul. Die Lotte Group sponserte die Ausstellung.
Während der Ausstellung verlor das Kunstobjekt durch einen Defekt des eingebauten Luftkompressors für einige Stunden an Stabilität.
Anlässlich des zehnten Jahrestages der Ausstellung in Hongkong im Jahr 2013 zeigte Hofman im Juni 2023 unter dem Namen „Double Duck“ für zwei Wochen erneut zwei 18 Meter hohe Enten im Victoria Harbour der chinesischen Metropole.

### Weitere Ausstellungen (Auswahl)
(geklammerte Größenangaben in Metern, L × B × H)
- Saint-Nazaire, Frankreich, 2007 (26 × 20 × 32)
- São Paulo, Brasilien, 2008 (12 × 14 × 16)
- Nürnberg, 3. April bis 4. Mai 2008, Deutschland (5 × 5 × 6) (im Rahmen des Ausstellungsprojekts Tier und Mensch)[10]
- Hasselt, Belgien, 30. Mai bis 4. Oktober 2009 (12 × 14 × 16) (das Material der Ente wurde anschließend zu Handtaschen verarbeitet und verkauft)
- Osaka, Japan, Dezember 2010 (10 × 11 × 13)
- Auckland, Neuseeland, Februar 2011 (12 × 14 × 16)
- Onomichi, Japan, 2012 (10 × 11 × 13)
- Hasselt, Belgien, 6. August bis 19. August 2012 (12 × 14 × 16)
- Sydney, Australien, Januar 2013 (13 × 14 × 15)
- Tsim Sha Tsui im Yau-Tsim-Mong-Distrikt von Hongkong, 2. Mai bis 9. Juni 2013 (19,2 × 16,5 × 16,5)
- Pittsburgh, USA, September 2013 (14 × 15 × 16,5)[11]
- Peking, China, September 2013 (14 × 15 × 18)[12]
- Baku, Aserbaidschan, September 2013 (12 × 14 × 16)
- Kaohsiung, Taiwan, September 2013 (21 × 18 × 18)[13][14]
- Taoyuan, Taiwan, 26. Oktober 2013 (25 × 18 × 18)
- Keelung, Taiwan, 20. Dezember 2013 (25 × 18 × 18)
- Parramatta, Australien, 10.–19. Januar 2014 (13 × 14 × 15)
- Ho-Chi-Minh-Stadt, Vietnam, 27. April – 31. Mai 2014 (22 × 20 × 16)
- Norfolk, USA, 17. – 26. Mai 2014 (14 × 15 × 16,5)
- Hangzhou, China, 30. Mai – 15. Juli 2014 (25 × 18 × 18)[15]
- Los Angeles, USA, August 2014 (33 × 18 × 26)[16]
- Vancouver, Kanada, August 2014 (13 × 14 × 15)
- Seoul, Südkorea, 14. Oktober 2014 – 14. November 2014 (16,5 × 19,8 × 16,5), Begleitung zur Eröffnung eines Shoppingcenters[17]
- Schanghai, China, 23. Oktober 2014 – 23. November 2014[18]

### Vorkommnisse
2009, während der Ausstellung in der belgischen Stadt Hasselt, wurde das Kunstobjekt durch Vandalen mit 42 Messerstichen beschädigt.
Bei einer Ausstellung in Hongkong wurde am 15. Mai 2013 zu Reparatur und Wartungszwecken die stützende Luft aus der Ente gelassen. Da der Grund nicht vorab öffentlich kommuniziert wurde, führte das weit sichtbare Bild der vermeintlich schwer beschädigten Kunstinstallation zu besorgter Anteilnahme der Besucher und Anwohner.
Nach einem Erdbeben in Taiwan der Stärke 6,3 fiel der Strom aus, und die Kompressoren, die den Luftdruck im Inneren der Ente aufrechterhalten sollten, konnten nicht arbeiten. Dies führte zum Druckverlust und durch heftige Windstöße während des neuerlichen Aufblasens zur teilweisen Zerstörung der Kunstinstallation.
Am 16. Juli 2014 spülten Wassermassen, die nach tagelangen Regenfällen in der Region Guizhou niedergingen, eine 18 Meter hohe Ente Hofmans unauffindbar fort. Sie war in der Stadt Guiyang ausgestellt. Ein Ersatz wurde nach nur wenigen Tagen herbeigeschafft.

## Internetzensur in China
Vom 4. Juni 2013 an blockierte Sina Weibo, Chinas beliebtester Mikrobloggingdienst, die Suchbegriffe „Heute“, „Heute nacht“ (bzw. „Heute abend“), „4. Juni“, und „Große gelbe Ente“. Sobald diese Worte gesucht wurden, erschien der Hinweis, dass die Ergebnisse der Suche „aufgrund gesetzlicher Bestimmungen“ nicht angezeigt werden konnten. Die Zensur des Begriffes „Große gelbe Ente“ erfolgte aufgrund einer bei Twitter kursierenden bildbearbeiteten Version des Tank Man, bei der die Panzer durch die populären Riesenenten ausgetauscht wurden.
(siehe auch Internetzensur in der Volksrepublik China)